# Oribotritia geminata
Oribotritia geminata är en kvalsterart som beskrevs av Wojciech Niedbała 2004. Oribotritia geminata ingår i släktet Oribotritia och familjen Oribotritiidae. Inga underarter finns listade i Catalogue of Life.